# Le Mesnil-Rogues
Le Mesnil-Rogues település Franciaországban, Manche megyében. Lakosainak száma 149 fő (2018. január 1.). Le Mesnil-Rogues Le Mesnil-Amand, Beauchamps, Équilly, Le Mesnil-Villeman és La Meurdraquière községekkel határos.

## Népesség
A település népességének változása:
| Lakosok száma | 181  | 145  | 144  | 143  | 153  | 168  | 166  | 156  | 149  | 149  |
|               | 1968 | 1975 | 1982 | 1999 | 2006 | 2011 | 2013 | 2016 | 2017 | 2018 |